# 俞乾
俞乾（1509年—？），字一清，浙江嘉興府平湖縣人，民籍，明朝政治人物。

## 生平
嘉靖十六年（1537年）丁酉科浙江鄉試第二十九名舉人。嘉靖二十三年（1544年）中式甲辰科會試第九十三名，登第三甲第六十七名進士。

## 家族
曾祖俞瑛；祖父俞禎；父俞鎣，母潘氏。慈侍下。